# Beihilfeberater
Beihilfeberater, auch Beihilfeabwickler genannt, sind Inkassodienstleister im Sinne von § 2 Abs. 2 Satz 1 des Rechtsdienstleistungsgesetzes (RDG). Sie machen die beihilferechtlichen Ansprüche ihrer beamteten Auftraggeber bei den zuständigen Beihilfestellen und den ergänzenden privaten Krankenversicherungen (Restkostenversicherung) geltend und ziehen die Forderungen für ihre Auftraggeber ein. Zusätzlich erbringen sie die auf die Einziehung bezogene rechtliche Prüfung und Beratung. Da Beihilfeansprüche nicht abtretbar sind, kommt ein Forderungskauf durch den Beihilfeberater nicht in Betracht.

## Tätigkeitsbereich
Inkassodienstleistungen erfordern eine besondere theoretische und praktische Sachkunde in den für die ausgeübte Inkassotätigkeit bedeutsamen Rechtsgebieten (§ 11 Abs. 1, § 12 Abs. 1 Nr. 2 RDG). Beihilfeberater müssen in das beim Bundesamt für Justiz  geführte Rechtsdienstleistungsregister eingetragen sein (§ 10 Abs. 1 Satz 1 Nr. 1 RDG).
Die Tätigkeit eines Beihilfeberaters kann selbständig oder im Angestelltenverhältnis ausgeübt werden.
Beihilfeberater dürfen beispielsweise folgende Rechtsdienstleistungen erbringen:
- Überprüfung von Arzt- und Zahnarztrechnungen nach der GOÄ / GOZ
- Überprüfung von Heil- und Kostenplänen (Zahnersatz)
- Überprüfung von Heilpraktikerrechnungen nach der GbüH
- Überprüfung erstattungsfähiger Medikamente und Heilbehandlungen z. B. Physiotherapie
- Zuordnung der überprüften Belege zu den jeweiligen Kostenträgern (Beihilfestelle, Krankenkasse, Unfallkasse etc.)
- Zuordnung von Hilfs- und Heilmittel nach dem Hilfsmittelkatalog
- Erstellung der Beihilfeanträge für den Mandanten
- Erstellung der Erstattungsanträge bei Krankenversicherungen und sonstigen Kostenträgern
- Erstellung der Anträge bei geplanter Psychotherapie, Heilkuren und Sanatoriumsaufenthalten für den Mandanten
- Erstellung von Anträgen auf Kostenvorschüssen bei stationären Klinikaufenthalten
- Erstellung von Anträgen auf Leistungen der Pflegeversicherung
- Überprüfung des Beihilfebescheides
- Überprüfung des Kassenbescheides
- Überprüfung des Pflegebescheides
- Unterstützung bei Verhandlungen mit Kostenträgern
- Führung der gesamten Korrespondenz gegenüber Ärzten und Kostenträgern für den Mandanten
- Vertretung vor Behörden, Krankenversicherungen und Ärzten
- Beratungsleistungen hinsichtlich:

1. Eigenbeteiligungen
2. Kürzungen der Kostenträger
3. Kostendämpfungspauschale (KDP)
4. Medikamenteneigenbeteiligung
5. Sonstige Beratung und Vertretung (insbesondere hinsichtlich beihilfekonformer Krankenversicherung)

Nicht zulässig ist die Rechtsberatung auf anderen Rechtsgebieten (Vorbehaltsaufgabe der Rechtsanwälte). Versicherungsvermittler und Versicherungsberater bedürfen einer Erlaubnis der zuständigen Industrie- und Handelskammer nach § 34d der Gewerbeordnung (GewO).
Für die Richtigkeit der Beihilfeberatung haftet der Beihilfeberater dem Auftraggeber gegenüber und muss hierfür eine Berufshaftpflichtversicherung abschließen. Diese ist auch Voraussetzung für die Eintragung im Rechtsdienstleistungsregister (§ 12 Abs. 1 Nr. 3 RDG). Der Beihilfeberater muss die Tätigkeiten nicht vollständig selbst ausüben, sondern kann sich der Hilfe von fachkundigem Personal (z. B. Sozialversicherungsfachangestellte) bedienen. Bedingung ist, dass die Mitarbeiter ausschließlich weisungsgebunden unter der fachlichen Aufsicht und beruflichen Verantwortung des Beihilfeberaters tätig werden.

## Vergütung
Zivilrechtlich ist der Vertrag zwischen einem Inkassodienstleister und seinem Auftraggeber als entgeltlicher Geschäftsbesorgungsvertrag (§ 675 Bürgerliches Gesetzbuch – BGB) zu qualifizieren. Ein solcher Vertrag verpflichtet den Inkassodienstleister, eine selbstständige Tätigkeit wirtschaftlicher Art zur Wahrung fremder Vermögensinteressen zu erbringen.
Die Höhe des Entgelts richtet sich in der Regel nach der Vertragslaufzeit, dem Lebensalter des Auftraggebers, der Anzahl der beihilfeberechtigten Personen und dem Gesundheitszustand.

## Betreute Beihilfeberechtigte
Die Delegation der Erledigung von Abrechnungsangelegenheiten der Beihilfe an einen Beihilfeabwickler (externen Dienstleister) ist zulässig, bedarf jedoch der Zustimmung des Betreuten nach sachgerechter und umfassender Aufklärung durch den Betreuer.